# Rachel Bespaloff
Rachel Bespaloff (Nova Zagora, 14 de mayo de 1895-South Hadley, 6 de abril de 1949) fue una filósofa ucraniano-francesa.

## Vida
Bespaloff provenía de una familia judío-ucraniana. Su madre era la doctora en filosofía Debora Perlmutter y su padre un escritor y activista sionista llamado Daniel Pasmanik. Creció en Ginebra, donde estudió música y danza. En 1922, se casó con Nicia Bespaloff, abandonó su carrera musical y unos años después empezó a escribir influenciada por las ideas del filósofo existencial ruso León Chestov. Sin embargo, durante la década de los años 30, Bespaloff fue tomando una distancia crítica cada vez mayor de su mentor. Fue una de las primeras lectoras francesas de Heidegger, y escribió sobre Kierkegaard, Gabriel Marcel, André Malraux y Julien Green.
En 1942, se fue de Francia a los Estados Unidos, trabajando para la sección francesa de la Oficina de Información de Guerra antes de enseñar francés en el college femenino Mount Holyoke. Una de sus obras más conocidas fue un ensayo sobre la Ilíada, titulado De la Iliada, prologado por el filósofo austriaco Hermann Broch y traducido por la escritora estadounidense Mary McCarthy.
Bespaloff se suicidó en South Hadley en 1949.
La correspondencia entre Bespaloff y Gabriel Marcel, Daniel Halévy, Boris de Schloezer Jean-Paul Sartre y Jean Wahl ha sido publicada de forma póstuma.

## Obra
- Sur la répétition chez Kierkegaard, Revue Philosophique de la France et de l'Etranger (mayo-junio de 1934).
- Cheminements et carrefours: Julien Green, André Malraux, Gabriel Marcel, Kierkegaard, Chestov devant Nietzsche, 1938.
- Notes sur les Etudes kierkegaardiennes de Jean Wahl, Revue Philosophique de la France et de l'Etranger (junio-julio de 1939), pp. 301-23.
- The Twofold Relationship, Contemporary Jewish Record, 6: 3 (junio de 1943), pp. 244-53.
- De la Iliada. Traducido al inglés por Mary McCarthy, con prólogo de Hermann Broch. Princeton: Princeton University Press, 1947.
- L'instant et la liberte chez Montaigne, Deucalion 3 (1950), pp.
- Le monde du condamné à mort, Esprit, enero de 1950. Traducido al inglés como The World of the Man Condemned to Death, en Germaine Brée, ed., Camus: A Collection of Critical Essays, Prentice-Hall, 1962.
- Lettres au R. P. Gaston Fessard, Deucalion 5 (1955), pp. 65-107.
- Lettres à Jean Wahl, 1937-1947: Sur le fond le plus déchiqueté de l'histoire, ed. Monique Jutrin. Paris: Claire Paulhan, 2003.